# 国鉄タキ200形貨車 (2代)
国鉄タキ200形貨車（こくてつタキ200がたかしゃ）は、かつて日本国有鉄道（国鉄）及び1987年（昭和62年）4月の国鉄分割民営化後は日本貨物鉄道（JR貨物）に在籍した私有貨車（タンク車）である。
本形式と同一の専用種別であるタム8600形についても本項目で解説する。

## タキ200形
タキ200形は、トリクロールエチレン専用の30t 積二軸ボギータンク車として1963年（昭和38年）5月10日から1972年（昭和47年）12月8日にかけて10両（コタキ200、コタキ202 - コタキ203、コタキ210 - コタキ216）が、富士重工業、汽車製造にて製作された。何故かコタキ201、コタキ204 - コタキ209は空番であった。この内7両は他形式（タキ2800形（コタキ2814→コタキ202）、タキ2600形（コタキ12601、コタキ12637、コタキ22614、コタキ22615、コタキ12630、コタキ12644→コタキ203、コタキ212 - コタキ216））から専用種別変更改造工事を日本車輌製造、富士重工業の2社にて受け本形式に編入された車である。初代タキ200形は1938年（昭和13年）4月に形式消滅しているため、タキ200形としては2代目に当たる。
記号番号表記は特殊標記符号「コ」（全長 12 m 以下）を前置し「コタキ」と標記する。
本形式の他にトリクロールエチレンを専用種別とする貨車はタム8600形（2両、後述）1形式のみが存在した。
所有者は、関東電化工業、東亜合成化学工業（その後コタキ211のみ東亞合成へ社名変更）の2社であり、夫々の常備駅は群馬県の渋川駅、愛知県の昭和町駅又は富山県の伏木駅であった。
1979年（昭和54年）10月より化成品分類番号「96」（有害性物質、毒性のあるもの）が標記された。
タンク体は、ステンレス鋼（SUS27、SUS28現在のSUS304、SUS304L）製でドーム付き、ドーム無しの2種類があり、荷役方式は、タンク上部の積込口からの上入れ、液出管と空気管使用による上出し方式である。
1993年（平成5年）に2両（コタキ210, コタキ211）の専用種別がカセイカリに変更され、形式名は変更されることなく運用された。
車体色は黒色、寸法関係は全長は9,500mm、全幅は2,350mm、全高は3,700mm、台車中心間距離は5,400mm、実容積は20.6m3、自重は13.9t、換算両数は積車4.5、空車1.4であり、台車はベッテンドルフ式のTR41CまたはTR41D-4である。
1987年（昭和62年）4月の国鉄分割民営化時には全車（10両）の車籍がJR貨物に継承されたが。1995年（平成7年）度末時点では6両が現存していたが、2007年（平成19年）10月に最後まで在籍した2両（コタキ213 ,コタキ214）が廃車となり同時に形式消滅した。

## タム8600形
タム8600形は、トリクロールエチレン専用の15t 積二軸タンク車として1965年（昭和40年）1月30日に1両、1968年（昭和43年）1月20日に1両の合計2両（タム8600、タム8601）が、日本車輌製造、汽車製造の2社にて製作された。
所有者は、東亜合成化学工業の1社のみであり、常備駅は愛知県の昭和町駅であった。
1979年（昭和54年）10月より化成品分類番号「96」（有害性物質、毒性のあるもの）が標記された。
タンク体は、ステンレス鋼（SUS27、SUS28現在のSUS304、SUS304L）製で、荷役方式は、タンク上部の積込口からの上入れ、液出管と空気管使用による上出し方式である。タム8601は液出管にS字管を装備した。
車体色は黒色、寸法関係は全長は7,300mm、全幅は2,530mm、全高は3,446mm、軸距は3,700mm、実容積は10.2m3、自重は9.0t、換算両数は積車2.4、空車0.8であり、走り装置 は二段リンク式である。
1987年（昭和62年）4月の国鉄分割民営化時には全車（2両）の車籍がJR貨物に継承されたが、1993年（平成5年）4月に2両そろって廃車となり同時に形式消滅となった。